# Rumohra
Rumohra es un género de helechos perteneciente a la familia  Dryopteridaceae. Contiene 44 especies descritas y de estas, solo 3 aceptadas.

## Taxonomía
El género fue descrito por Giuseppe Raddi  y publicado en Opuscoli scientifici d'una Società di professori della Pontifical Università di Bologna 3: 290. 1819.  La especie tipo es: Rumohra aspidoides Raddi. 

## Especies
- Rumohra adiantiformis (G. Forst.) Ching
- Rumohra berteroana (Colla)R.A. Rodr.
- Rumohra madagascarica (Bonap.) Tardieu